# Melliera major
Melliera major es una especie de mantis de la familia Mantidae.

## Distribución geográfica
Se encuentra en Brasil, Costa Rica, Guatemala,  México y Nicaragua.